# António Reis Camelo

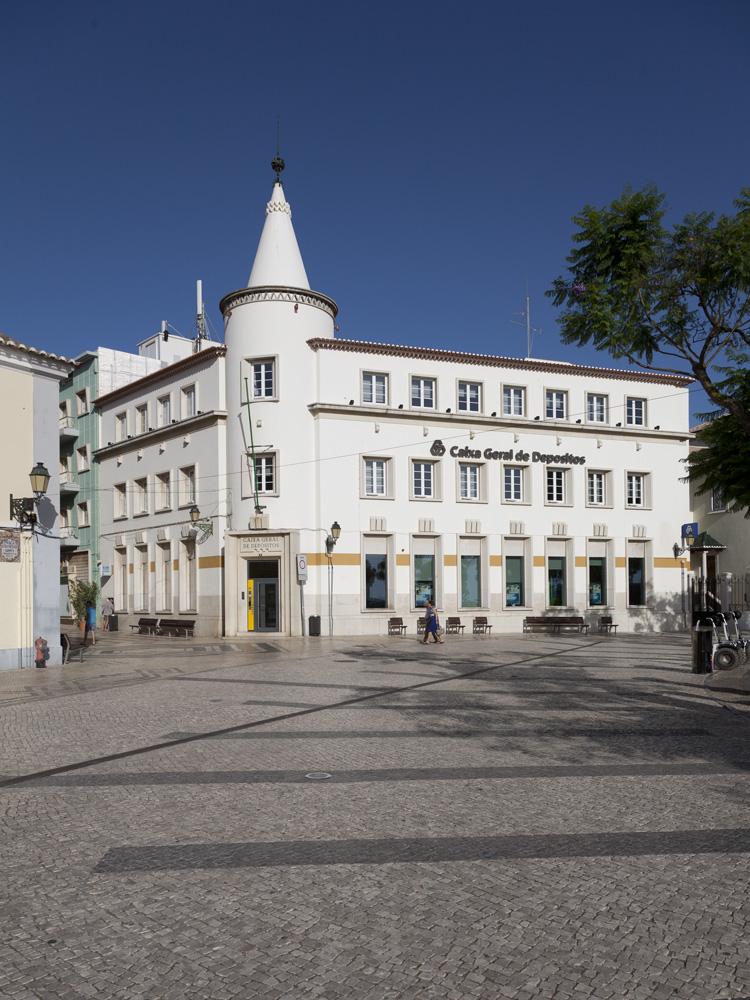
Caixa Geral de Depósitos, Faro

António Maria Veloso dos Reis Camelo ComSE (Ançã, Cantanhede, 23 de maio de 1899 — Coração de Jesus, Lisboa, 15 de abril de 1985) foi um arquiteto português.

## Biografia
Nasceu em Ançã, freguesia do concelho de Cantanhede. Era filho dos proprietários João Maria dos Reis Camelo e Maria Vitória Veloso, também naturais de Ançã.
A 10 de novembro de 1928, casou civilmente em Lisboa com Carolina dos Santos Coelho (Encarnação, Lisboa, c. 1905 — 5 de dezembro de 1982), filha do barbeiro Manuel da Costa Dias Coelho, natural de Viseu (freguesia de Rio de Loba), e de Palatina dos Santos, doméstica, natural de Lisboa. Foi padrinho de casamento o arquiteto Miguel Simões Jacobetty Rosa.
A sua obra está associada ao estilo oficial do Estado Novo (frequentemente apelidado Português Suave). Em 1940 participou na Exposição do Mundo Português, projetando o Pavilhão Etnográfico (atual Museu de Arte Popular). Trabalhou longamente para as novas agências da Caixa Geral de Depósitos, "com projetos de evocação classizante estilizada, com colunatas de efeito monumentalizante (caso de Coimbra, 1948-1950), Viseu e Faro". Foi autor do projeto do Hotel de Turismo, Castelo Branco, entretanto demolido. Recebeu dois Prémios Valmor (1942 e 1945), com prédios de gosto identicamente tradicionalista.
A 4 de Março de 1941 foi feito Comendador da Ordem Militar de Sant'Iago da Espada.
Morreu na freguesia do Coração de Jesus, em Lisboa, a 15 de abril de 1985.

## Obras
Destacam-se entre os seus projetos arquitetónicos, os seguintes: 
- Edifício na Rua de Infantaria 16, n.º 92 a 94, com Miguel Simões Jacobetty Rosa. Prémio Valmor de 1931.[5]

- Pavilhões da «Secção da Vida Popular» da Exposição do Mundo Português, com João Simões (1940).[6]
- Edifício na Rua da Imprensa, n.º 25. Prémio Valmor de 1942.[7]
- Edifício na Avenida Sidónio Pais, n.º 14. Prémio Valmor de 1945.[7]
- Adaptação de pavilhões da Exposição do Mundo Português a museu etnográfico, hoje Museu de Arte Popular (1948).[6]
- Casa de Reis Camelo (1966) na Rua das Escolas Gerais, Lisboa.[8]
- Caixa Geral de Depósitos de Coimbra.[9]
- Caixa Geral de Depósitos de Évora.
- Monumento aos Mortos da Primeira Guerra Mundial em Lourenço Marques (actual cidade de Maputo), com Ruy Roque Gameiro (1930).[10]